# Sarcòfag de Sant Andreu
El sarcòfag de Sant Andreu és un monument picte que data de la segona meitat del segle viii. El sarcòfag es va descobrir a principis de l'any 1833, durant les excavacions de la Catedral de Saint Andrews, però no va ser fins al 1922 que els components supervivents van ser recollits. El sarcòfag està exposat al museu de la Catedral, a Saint Andrews, prop del lloc de la troballa.

## Opinió històrica
Els historiadors difereixen sobre quina podria haver estat la personalitat que s'hi hauria fet enterrar originàriament. Tot i que es creu que el va encarregar Óengus I, un rei picte cristià mort el 761, no és clar que hagués acabat acollint el seu cos. També es creu que podria haver estat la tomba del seu predecessor, Nechtan mac Der-Ilei, o d'una altra figura posterior.